# Achille Laugé
Pour les articles homonymes, voir Laugé.
Achille Laugé, né le 29 avril 1861 à Arzens (Aude), et mort le 2 juin 1944 à Cailhau (Aude), est un peintre et lithographe post-impressionniste français.

## Biographie

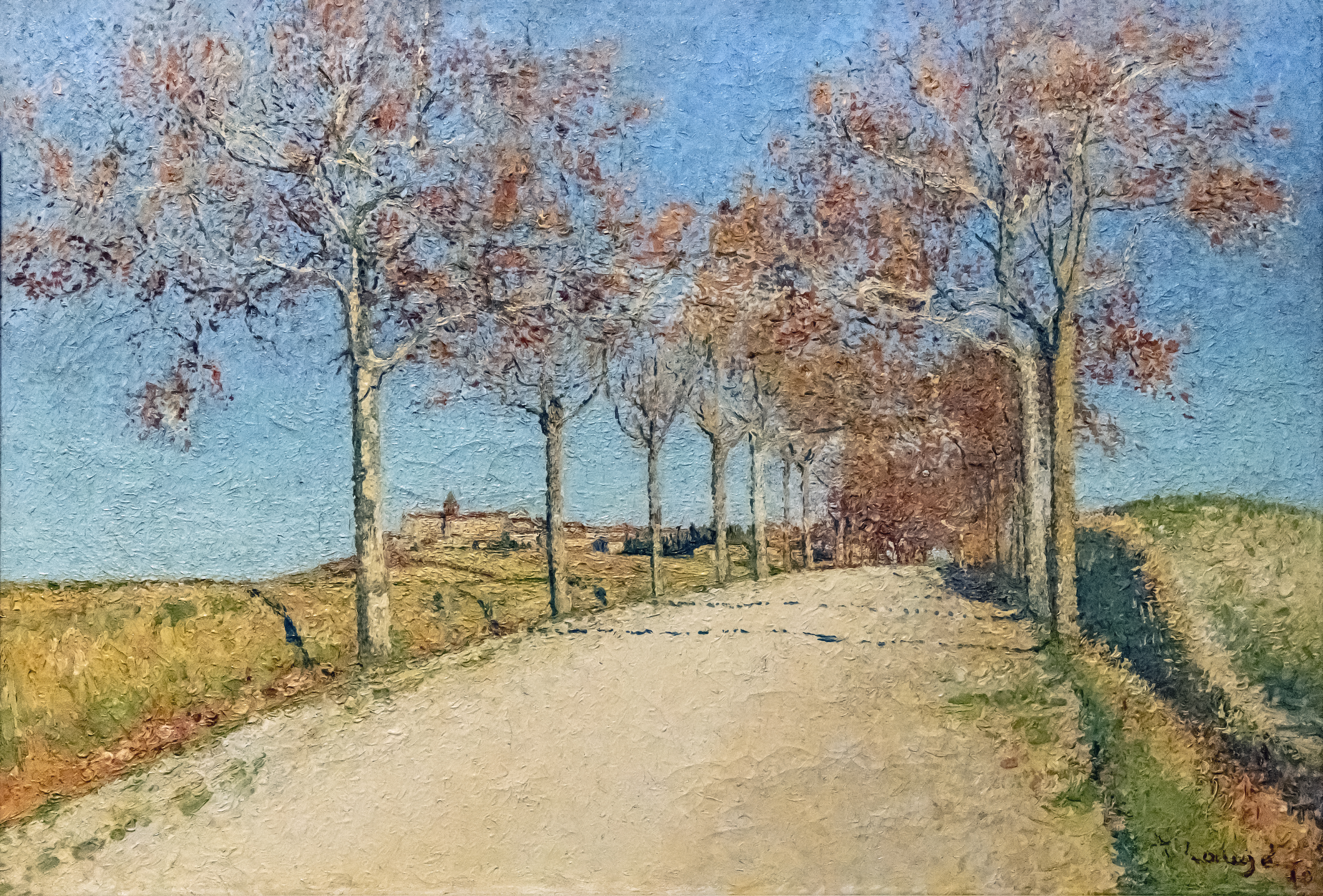
La route de Cailhau, huile sur toile, Beaux-Arts de Carcassonne.

Né dans une famille de paysans qui le destinait au métier de pharmacien, Achille Laugé fréquente l'École des beaux-arts de Toulouse de 1876 à 1881, en même temps qu'il fait un stage dans une pharmacie de cette ville. Il y fait la connaissance d'Antoine Bourdelle, Henri Martin et Henri Marre.
En 1882, Achille Laugé s'installe au no 13 rue Radziwill à Paris et il entre à l'École nationale supérieure des beaux-arts. Il y est successivement l'élève d'Alexandre Cabanel et de Jean-Paul Laurens jusqu'en 1886. Il y retrouve Bourdelle et rencontre Aristide Maillol qui a pu dire : « C'est Laugé qui m'a appris à mettre un homme debout ». Il entretient une relation amicale  toute sa vie avec eux. Laugé étant pauvre et Bourdelle aussi, ce dernier accepte avec reconnaissance de partager sa mansarde du no 24 rue Bonaparte à Paris. Il partage l'atelier de Maillol, au no 79 rue de Sèvres, et demeure dans la capitale jusqu'en 1888. Pendant cette période de formation, il subit l'influence de Georges Seurat, de Paul Signac et de Camille Pissarro. Aussi, quand il revient dans sa famille, il ne pratique pas la technique apprise aux Beaux-Arts mais adopte la division du ton. Il travaille d'abord à Carcassonne, au no 13 rue des Jardins, et y noue de solides amitiés.
Il épouse en 1891 une jeune fille de la région, Marie-Agnès Boyer avec qui il aura quatre enfants : Pierre en 1892, Juliette en 1894, Jeanne en 1896 et Julien en 1900 (mort en 1910). En 1894, il expose trois toiles au Salon des indépendants. Les critiques parues dans la Revue Méridionale ne lui sont pas favorables. Le Journal de Trouville écrit : « Carcassonne a voulu épater Paris ». La même année cependant, le journal La Dépêche expose à Toulouse plusieurs des tableaux présentés au Salon des indépendants en compagnie des peintres Louis Anquetin, Pierre Bonnard, Maurice Denis, Henri-Gabriel Ibels, Paul René Georges Hermann, Maxime Maufra, Ker-Xavier Roussel, Paul Sérusier, Henri de Toulouse-Lautrec, Félix Vallotton et Édouard Vuillard, un catalogue enrichi d'une lithographie originale de chacun des exposants étant édité.
Laugé est soutenu par un cercle d'amis : Achille Astre, appelé devenir le secrétaire de Gustave Geffroy et qui collectionne des œuvres de Toulouse-Lautrec ; Jean Alboize, directeur de L'Artiste, puis conservateur du palais de Fontainebleau ; Achille Rouquet, rédacteur de la Revue Méridionale ; Albert Sarraut, qui lui demeurera toujours fidèle et, plus tard, lui fera obtenir des commandes de la Manufacture de la Savonnerie et de la Manufacture des Gobelins. Le collectionneur Maurice Fabre de Gasparets, qui posséda, entre autres, Les Roulottes de Vincent van Gogh, fut parmi les premiers amateurs qui lui achetèrent des toiles.
Après la mort de son père, Achille Laugé s'installe à Cailhau, dans la région du Razès dont il devait si souvent peindre les genêts. Il choisit une vie simple et il aida le maçon du village à bâtir une maison modeste (« l'Alouette »). C'est autour de cette maison qu'il trouve la meilleure source de son inspiration. Comme Claude Monet avait eu un bateau-atelier, Laugé imagine une charrette-atelier qu'il conduit jusqu'au motif, et dans laquelle il peint en plein air, parfois à l'huile, parfois au pastel, avant de reprendre son travail à l'atelier, « atteignant la maîtrise en redécouvrant pour son propre compte les lois du pointillisme sans avoir été en relation avec des fondateurs du néo-impressionnisme ». Il simplifie, sans styliser, demeurant toujours naturel. En, il envoie au Salon de la Société nationale des beaux-arts de 1900 son tableau Devant la fenêtre, composé de deux figures et de fleurs sur fond de paysage, celui qu'il voyait de la fenêtre de son atelier (Paris, musée national d'art moderne). Cette toile est refusée, tout comme celle qu'il présente au Salon d'automne de 1908. Lassé de ses insuccès aux Salons, il expose chez des marchands parisiens, notamment chez son ami Achille Astre, rue Laffitte, chez Alvin-Beaumont, Bernheim ou Georges Petit.
Vers 1905 - année où il conçoit une roulotte-atelier commodément adaptée à sa peinture sur le motif - constatant l'insuccès de la technique qu'il pratique depuis près de vingt ans et pressé par le besoin, il adopte une manière moins stricte et, avec une pâte plus riche et une touche plus large, il peint avec plus de liberté. S'il commence en 1910 à peindre des cartons de tapisseries pour la Manufacture des Gobelins, il continue de peindre à Cailhau, mais aussi à Alet à partir de 1916, à Collioure où à partir de 1926 il passe chaque été, y retrouvant fréquemment Henri Martin, pour l'hiver préférer Toulouse (no 17 rue Georges-Picot), revenant parfois au pointillisme, donnant toujours dans ses paysages l'atmosphère du plein air.
En septembre 1919, rapporte Nicole Tamburini, Antoine Bourdelle lui écrit : « Toi, tu apportes une vision très personnelle, beaucoup de logique sereine et un beau don de l'unité dans l'amour de l'air lumineux qui règne jusque dans tes ombres ». On retrouve en 1929 Achille Laugé voisin de Bourdelle (qui meurt cette année-là) lorsque, de retour à Paris, il installe son atelier, jusqu'en 1937 estime Nicole Tamburini, au no 18 impasse du Maine.
Se retirant à Toulouse en 1940, Achille Laugé perd son épouse Marie-Agnès le 28 juillet 1942 et meurt à Cailhau le 2 juin 1944. Ses traits nous restent fixés par le buste en plâtre, « portrait émouvant d'un Laugé jeune et bouclé » que modela Antoine Bourdelle et que conserve le musée des beaux-arts de Carcassonne.

## Réception critique
- « Il vit à Cailhau, où il est né, un petit village près de Carcassonne, dont il suggère bien dans son œuvre la sérénité et la torpeur. Quatre tons posés par petits points juxtaposés, le bleu, le jaune, le vert et le rouge, des pastels moins vibrants de couleurs; dans une atmosphère presque aveuglante, des chemins secs, blancs, des arbres en fleurs se découpant su le bleu du ciel; nul personnage, nulle anecdote, seulement quelques plantes indiquées par des tacles vives : c'est le pur paysage des Corbières. » - Gérald Schurr[15]
- « Laugé aurait pu se contenter de faire partie de ces petits maîtres régionaux aux toiles pittoresques, attachantes parce que caractéristiques de leur terroir natal. Mais il n'est pas passé à côté du grand mouvement qui, dans la suite de l'impressionnisme, bouleverse la peinture à partir de la décennie 1880. L'emploi d'un nombre très restreint de couleurs pures et la touche divisée qui apparaissent dans l'essentiel de son œuvre évoquent une communauté de recherche picturale avec le néo-impressionnisme. Son orientation vers une nouvelle manière de peindre, associée à une poésie qui lui est propre, fait de lui mieux que le félibre qui chante son Languedoc natal et lui donne la dimension d'un artiste national. » - Nicole Tanburini[3]

## Œuvres dans les collections publiques
En France
- Carcassonne, musée des beaux-arts :
  - Madame Astre, 1892, huile sur toile ;
  - L'Allée des saules, 1896, huile sur toile ;
  - Le relais, et Fleurs et poires 1909, huile sur toile ;
  - Route de Cailhau, et Fleurs et fruits de 1910, huile sur toile.
  - Portrait d'Albert Sarraut
- Carcassonne, Conseil général de l'Aude, Gerbes de blé à Cailhau, huile sur toile.
- Limoux, musée Petiet :
  - Notre-Dame de Paris, huile sur toile ;
  - Moulin de Gatimel, huile sur toile ;
  - Les amandiers, huile sur toile ;
  - Fruits, huile sur toile ;
  - Portrait de femme anonyme, 1892, dessin ;
  - Pierre Laugé, 1923, fusain ;
  - Mme Girou, 1931, pastel ;
  - Un portrait de jeune fille, dessin.
- Montauban, Musée Ingres, Portrait d'Antoine Bourdelle, dessin.
- Montpellier, musée Fabre : L'Hort à Cailhau, huile sur toile.
- Morlaix, Musée des Jacobins, Paysage printanier, huile sur toile[16].
- Paris :
  - Manufacture des Gobelins, Mobilier national.
  - musée d'Orsay :
    - Portrait de femme, 1898, huile sur toile ;
    - Portrait d'homme, 1899, huile sur toile ;
    - Portrait d'homme en buste, de face et en habit, fusain.

  - musée national d'art moderne : Paysage de la Gardie, près de Cailhau (Aude), 1902, huile sur toile.
- Perpignan, Musée Hyacinthe-Rigaud.
- Sigean, Lieu d'art contemporain.
- Toulouse :
  - Musée Paul-Dupuy : Portrait d'homme, dessin[17] ;
  - Musée des Augustins : Portrait de femme, huile sur toile.

au Royaume-Uni
- Blackpool (Lancashire), Grundy Art Gallery (en), Vignes en automne, huile sur toile[18].

En Suisse
- Genève, cabinet d'arts graphiques du musée d'art et d'histoire, Femme en profil, lithographie, 1894[19].
- Genève, Petit Palais.

aux États-Unis
- Indianapolis, musée d'art : deux œuvres (The Holliday Collection) ;
- Saint-Louis (Missouri), Saint-Louis University Museum of Art (en).

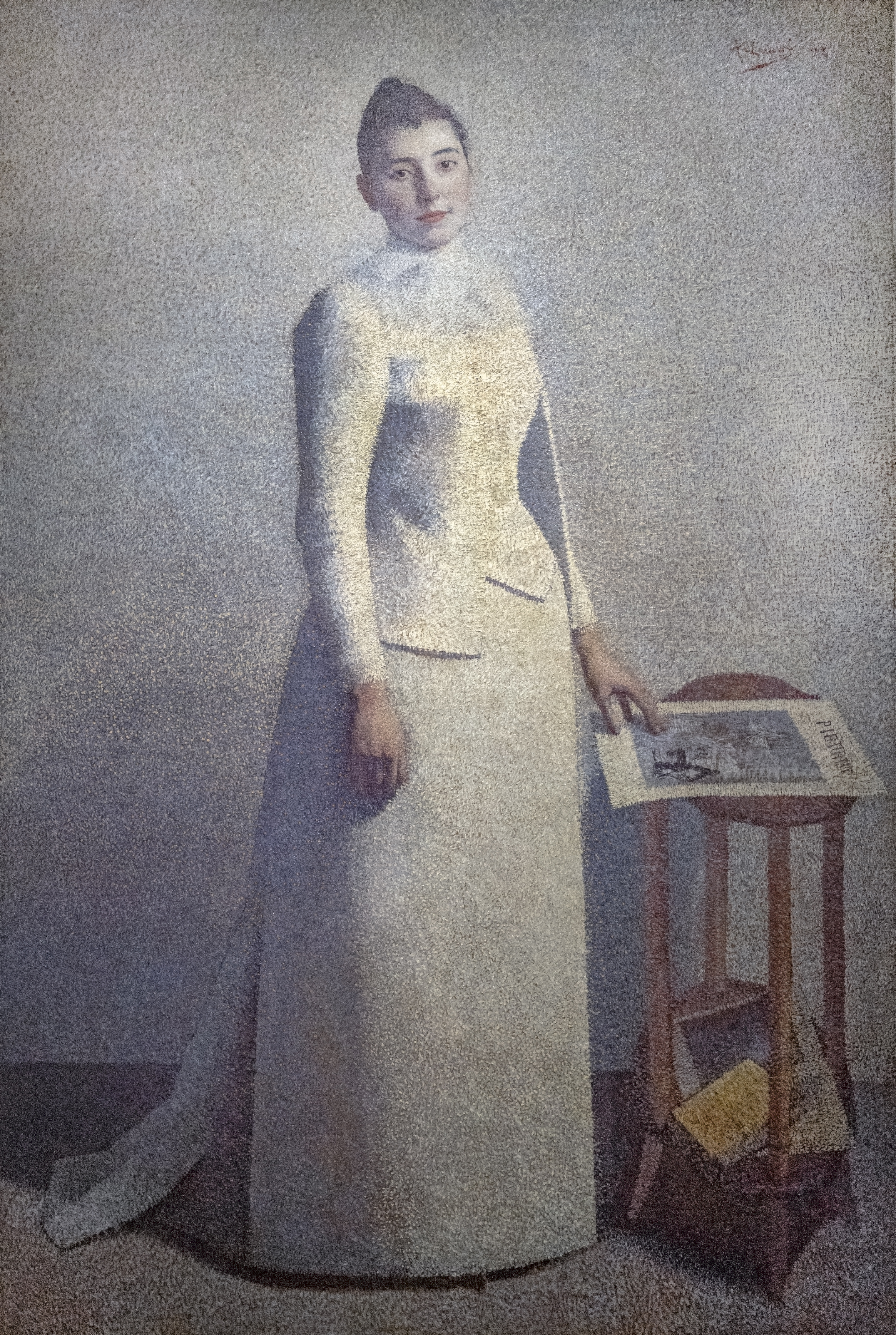
Portrait de Madame Astre 1892 - Musée des Beaux-Arts de Carcassonne
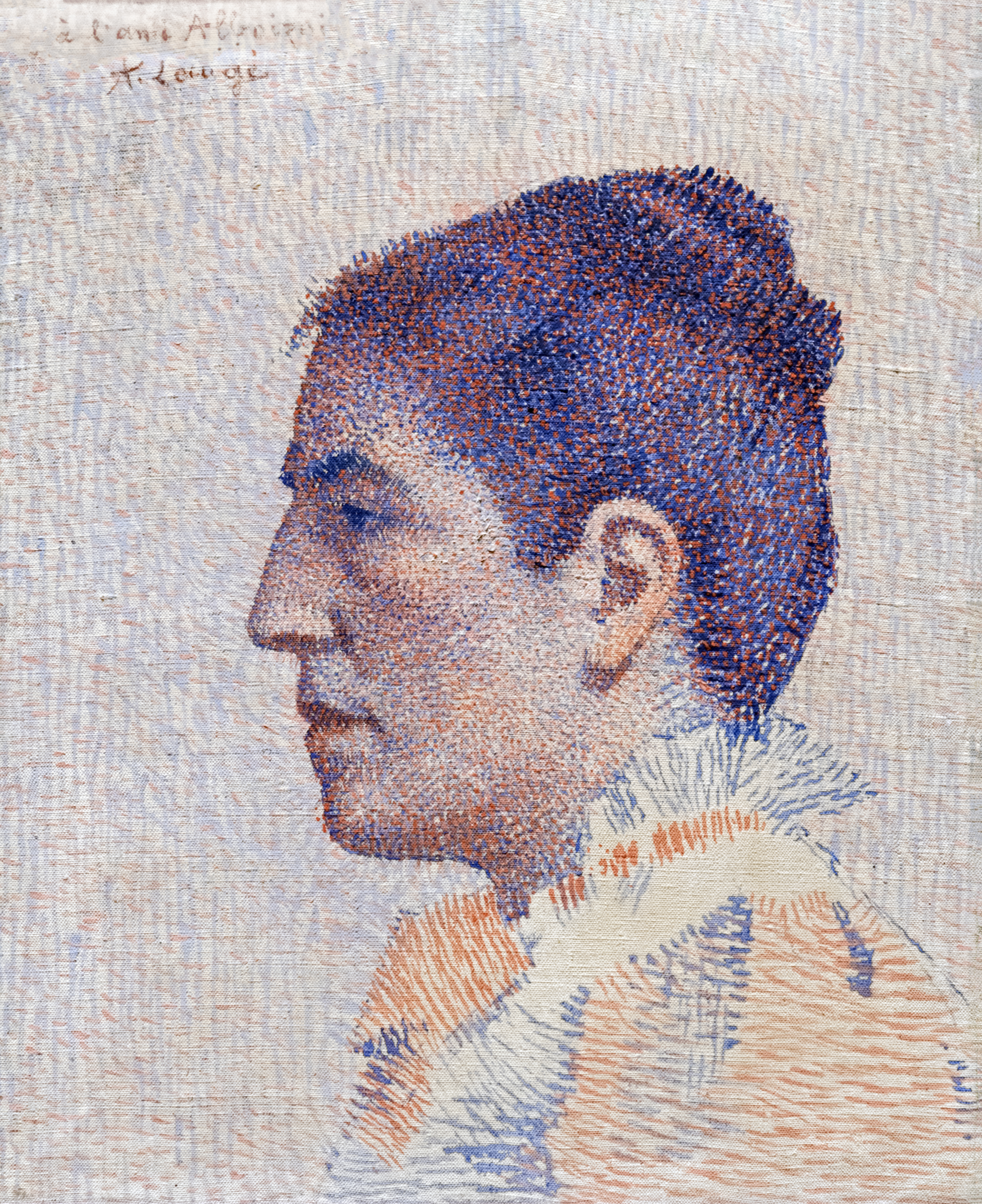
Portrait de femme 1894 - Musée des Augustins de Toulouse
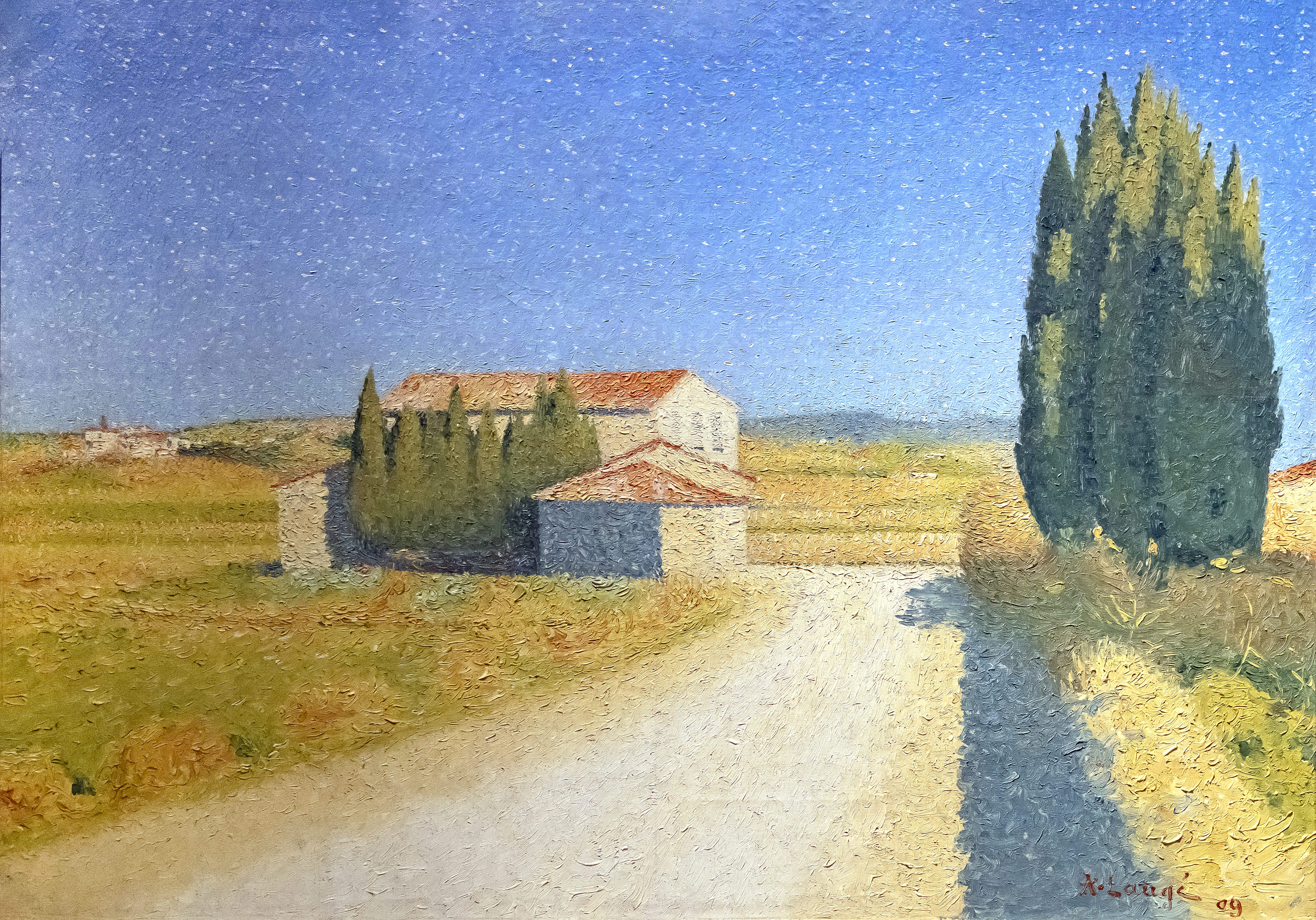
Le relais 1909 - Musée des Beaux-Arts de Carcassonne
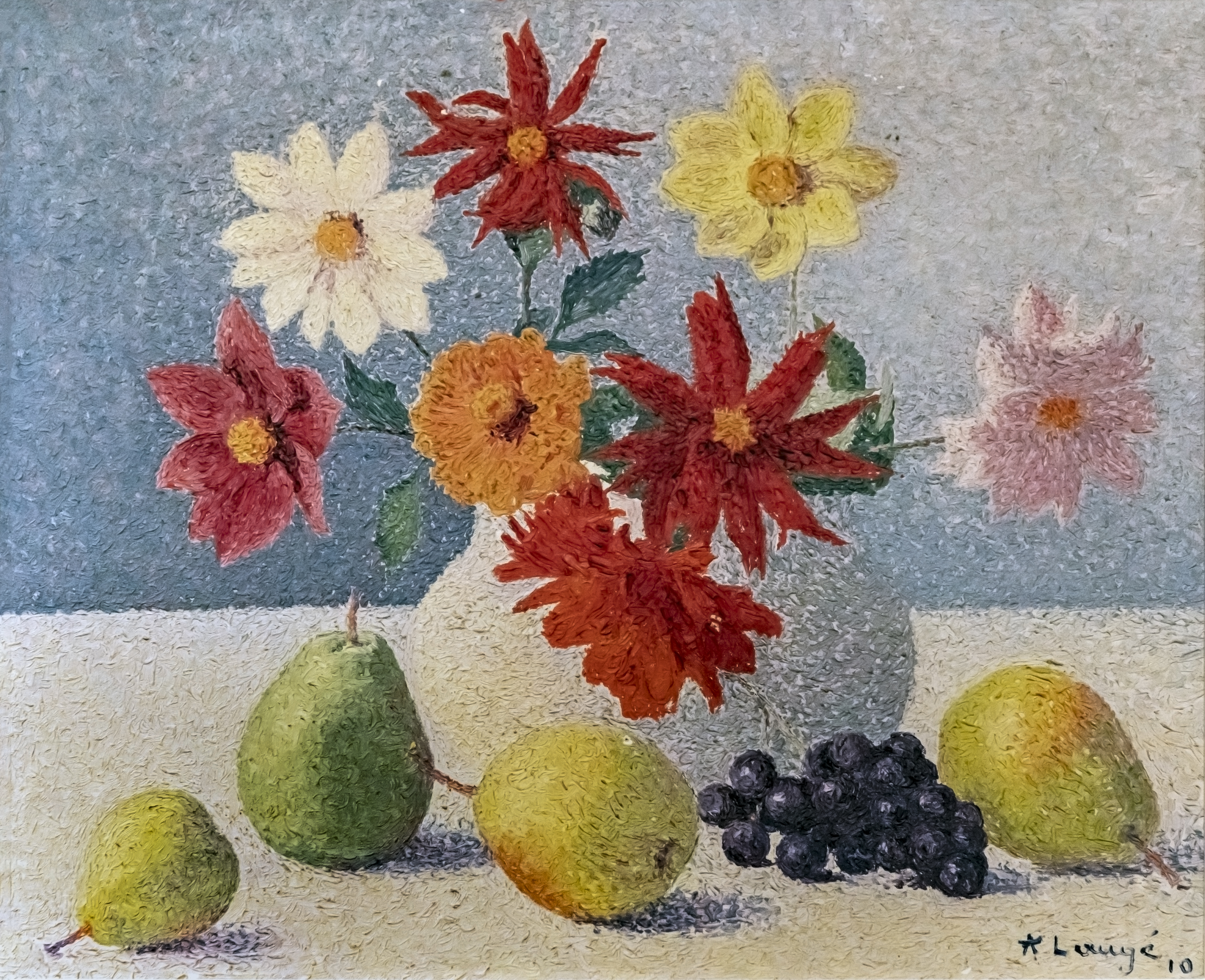
Fleurs et fruits 1910 - Musée des Beaux-Arts de Carcassonne

## Collections privées référencées
- Achille Astre[6].

## Estampes
- Planches lithographiques parues régulièrement dans la Revue méridionale en 1894.

## Expositions

### Salons et expositions collectives
- Salon des artistes français, Paris, 1884 (Portrait de Bourdelle), 1888.
- Salon de peinture de Carcassonne en 1893, 1894, 1895.
- Salon des indépendants, Paris, 1893, 1894 (cinq toiles, dont le Portrait de Mme Astre), 1906.
- Exposition collective dans les locaux du journal La Dépêche de Toulouse, mai 1894[20],[5].
- Salon de l'union artistique, Toulouse, 1897, 1907.
- Salon d'automne, Paris, 1906.
- Salon des artistes occitans, Toulouse, 1936, 1937, 1938, 1939, 1940.
- Salon du Midi, Galerie La Boétie, Paris, janvier-février 1947.
- Achille Laugé et ses amis Bourdelle et Maillol, musée des Augustins, Toulouse, 1961[21].
- French Impressionist paintings, Kaplan Gallery, Londres, 1967.
- Le néo-impressionnisme, Musée Solomon R. Guggenheim, New York, 1968.
- De Bonnard à Soulages, quatre-vingts ans de peinture à Paris, Belgrade, Ljubljana, Skopje, Zagreb, Sarajevo, octobre 1973 - avril 1974.
- Pointillisme, Galleria d'Arte Pirra, Turin, 1976.
- Le post-impressionnisme, Centre culturel Sejong, Séoul, 1978.
- Le pointillisme, National Museum of Western Art, Tokyo, avril-mai 1985, Municipal Museum of Art, Kyoto, juin-juillet 1985.
- La femme corps et âme, Petit-Palais, Genève, juin-octobre 1986.
- Paysages audois, Musée d'art et d'histoire de Narbonne, 1986.
- Chefs-d'œuvre néo-impressionnistes, Fondation Septentrion, Marcq-en-Barœul, décembre 1987 - 1988.
- Femmes et fleurs, Musée de l'Athénée, Genève, juillet-septembre 1988.
- Une fête de couleur, les post-impressionnistes dans les collections privées, Noordbrabants Museum (nl), Bois-le-Duc, septembre-novembre 1990.
- Toulouse et l'art moderne, Musée Paul-Dupuy, Toulouse, décembre 1990 - avril 1991.
- De David à Picasso - Les chefs d'œuvre du Musée de Grenoble, Lausanne, 1992, Takamatsu et Ishikawa, 1993.
- Pointillisme - Sur les traces de Seurat, Musée Wallraf Richartz, Cologne, septembre-novembre 1997 et Fondation de l'Hermitage, janvier-juin 1998.
- La Manufacture des Gobelins dans la première moitié du XXe siècle, de Gustave Geffroy à Guillaume Jeanneau, 1908-1944, Galerie nationale de ta tapisserie, Beauvais, juillet 1999 - mars 2000.
- Seurat et le néo-impressionnisme, Musée d'art de Kochi, Utsunomiya Museum of Art, National Museum of Modern Art, Kyoto, Seiji Togo Memorial Yasuda Museum of Art, Tokyo, juin-décembre 2002.
- De Caillebotte à Picasso - Chefs-d'œuvre de la collection Oscar Ghez, Musée Jacquemart-André, Paris, octobre 2002 - juin 2003, Musée national des beaux-arts du Québec, Québec, octobre 2006 - janvier 2007.
- Le néo-impressionnisme, de Seurat à Paul Klee, Musée d'Orsay, Paris, mars-juillet 2005.
- El neoimpressionismo, la eclosión de la modernidad, Fondation Mapfre, Madrid, avril-juin 2007.
- Georges Seurat, Paul Signac et les néo-impressionnistes, Palazzo Reale, Milan, novembre 2008 - janvier 2009.
- L'arbre dans la peinture de paysage de Corot à Matisse, 1850-1920, Musée Tavet-Delacour, Pontoise, avril-juillet 2012[22].
- Radiance : The Neo-Impressionists, National Gallery of Victoria, Melbourne, novembre 2012 - mars 2013[23].
- To the Point : le portrait néo-impressionniste, 1886-1904, ING Art Center, place Royale, Bruxelles, février-mai 2014[24].
- Face to face : the Neo-Impressionnist Portrait, 1886-1904, Musée d'art d'Indianapolis, juin-septembre 2014[25].
- Toulouse-Lautrec et la vie moderne, Galerie d'art de l'Alberta, Edmonton, septembre-novembre 2014[26].
- Achille Laugé et ses amis peintres de Carcassonne, musée des beaux-arts de Carcassonne, juillet 2015[13].
- Autour d'Henri Martin, Musée du Pays vaurais, Lavaur (Tarn), mai 2017[27].

### Expositions personnelles

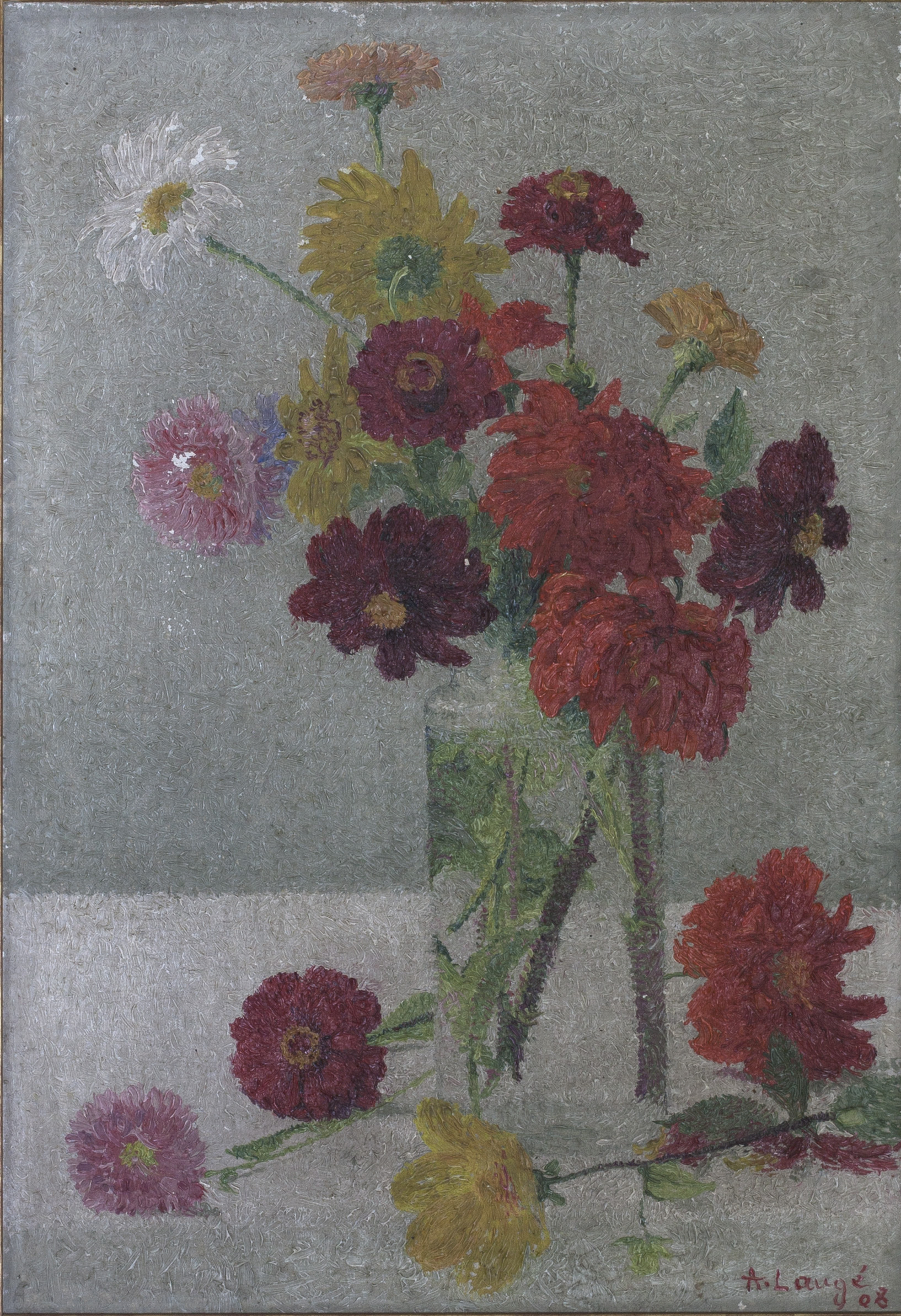
Achille Laugé, Bocal aux dahlias du jardin du peintre (1908), huile sur toile,, collection particulière

- Toulouse, journal La Dépêche, 1902.
- Paris, galerie Achille Astre, 15 juin au 10 juillet 1907 (catalogue, texte de Gustave Geffroy).
- Paris, galerie Alvin Beaumont, 1911.
- Paris, galerie Nunes et Fiquet, 1919.
- Paris, Galerie Bernheim-Jeune, juillet 1923.
- Toulouse, Galerie Salles et Cie, avril 1925.
- Paris, galerie Georges Petit, du 16 au 30 juin 1927 (catalogue, préface de Jean Mistler).
- Paris, Studio Scribe, février 1928.
- Paris, Galerie de la Renaissance, février 1929 (catalogue, préface de François Thiébault-Sisson).
- Paris, Galerie Marcel Zivy, mai 1930 (catalogue, préface de Raymond Escholier).
- Limoux, musée Petiet, du 5 septembre au 12 octobre 1958 (catalogue)[28].
- Toulouse, Musée des Augustins, 1961.
- New York, Hammer Galleries, 1962, avril 1967 (catalogue).
- Londres, galerie Roland Browse et Delbanco, Achille Laugé, janvier 1963 (catalogue, texte de Norman Adams).
- Londres, Kaplan Gallery, mars 1966 (catalogue), juin-juillet 1968.
- Paris, galerie Marcel Flavian, Rétrospective Achille Laugé, du 6 mai au 31 mai 1969 (catalogue, texte de Paul Mesplé).
- Godeau, Solanet et Audap, commissaires-priseurs, deux ventes de l'atelier Achille Laugé, Hôtel Drouot, Paris, 5 mars 1976[29] et 11 mars 1977[30].
- Achille Laugé - Portraits pointillistes, Saint-Tropez, musée de l'Annonciade, avril-juin 1990 et Carcassonne, Musée des beaux-arts, juin-août 1990 (catalogue, texte de Pierre Cabanne et Michel Hoog).
- Tajan, commissaires-priseurs, important ensemble d'œuvres d'Achille Laugé, Hôtel George-V, Paris, 20 juin 2001[31].
- musée des beaux-arts de Carcassonne et musée Petiet de Limoux, Achille Laugé : le point, la ligne, la lumière, du 16 octobre 2009 au 16 janvier 2010[32].
- musée de la Chartreuse de Douai, Achille Laugé : le point, la ligne, la lumière, du 26 février au 6 juin 2010[33],[34],[35].
- Médiathèque de Trèbes, 2017.
- Fondation de l'Hermitage, Lausanne, juin-octobre 2022[36],[37],[38]

## Prix et distinctions
- Chevalier des Palmes académiques, 1898[3].

## Hommages
- Une rue de Carcassonne porte son nom.
- Une place de Cailhau porte son nom.
- Une rue et un espace culturel d'Arzens portent son nom.
- Circuit Achille Laugé à Cailhau : un circuit de 6 km, incluant la voie verte, a été aménagé avec des pupitres présentant des reproductions de toiles peintes sur les lieux par Laugé[39],[40].
- Journée Achille Laugé : deux fois par an (en juin et en septembre), exposition de reproductions et d’œuvres originales, diaporamas, vidéos, conférences, dédicaces et festivités, place Achille Laugé à Cailhau[41].

### Articles de presse
- Gérald Schurr, « Achille Laugé, le peintre-ermite de Cailhau », La Gazette de l'Hôtel Drouot, n°8, 20 février 1976, pages 16-17.
- Mario Ferrisi, "Achille Laugé - Les derniers chemins" La dépêche - du 22-08-2014.
- Philippe Dufour, « L'art du bouquet selon Achille Laugé », La Gazette de l'Hôtel Drouot, 28 octobre 2021.

### Dans la culture

#### Littérature
- Achille L., un peintre en hiver de Michèle Teysseyre, Serge Safran Éditeur, 2023

#### Filmographie
- Charles Pornon, La lumière du Languedoc vue par le peintre Achille Laugé, Groupe des cinéastes indépendants de Toulouse, 196-?.
- Mario Ferrisi, Achille Laugé, sa vie, son œuvre, son actualité, 2014